# Manœuvre d'Uskub
Première Guerre mondiale
Batailles
Front des Balkans
- Front austro-serbe : Campagne de Serbie (7-1914)
- Campagne de Serbie (10-1915)
- Le Cer (8-1914)
- La Kolubara (9-1914)
- Salonique (10-1915
- Krivolak (10-1915)
- Kosovo (11-1915)
- Kosturino (12-1915)
- 1re Doiran (8-1916)
- Strymon (8-1916)
- Kaïmatchalan (9-1916)
- 1re Monastir (9-1916)
- 2e Monastir (3-1917)
- 2e Doiran (4-1917)
- Skra-di-Legen (5-1918)
- Vardar (9-1918)
- Dobropolje (9-1918)
- 3e Doiran (9-1918)
- Uskub (9-1918)
- Campagne de Serbie (9-1918)

Front d'Europe de l'Ouest
Front italien
Front d'Europe de l'Est
Front africain
Front du Moyen-Orient
Bataille de l'Atlantique
La Manœuvre d’Uskub, aujourd'hui Skopje (en macédonien Скопје), est une attaque menée par la brigade Jouinot-Gambetta, composée des 1er, 4e chasseurs d'Afrique et du régiment de marche de spahis marocains de l'armée française, commandée par le général Jouinot-Gambetta, entre le 24 et le 30 septembre 1918 en Macédoine, afin de couper en deux l'armée bulgare, déjà malmenée par l'offensive qui avait débuté le 15 septembre. 
Elle permet aux troupes alliées, commandées par le général Franchet d'Espèrey, d'exploiter la percée du front (Bataille de Dobro Polje) en remontant la vallée du Vardar en direction de Vélès et d'Uskub, coupant ainsi l'armée bulgare en deux et obligeant la Bulgarie à signer l'armistice le 29 septembre 1918.

## Le front d'Orient
Si le front occidental reste le front majeur et le plus connu de la Grande Guerre, il y eut, en d’autres lieux, d’âpres combats. Le front des Balkans en est un, et s’il reste secondaire, son importance n’en a pas moins été véritable.

### Un front figé
Dès le mois de novembre 1914, des hommes politiques alliés ont l’ambition d’un débarquement dans le détroit des Dardanelles. Une première expédition maritime fut envoyée mais sans grand succès. Une nouvelle expédition, cette fois-ci terrestre est menée, avec un premier contingent de soldats anglo-français (mais aussi des unités australiennes et néo-zélandaises) sur la presqu’île de Gallipoli, à l’entrée du détroit des Dardanelles. Elle se révèle catastrophique, les soldats sont complètement fauchés par l’artillerie ottomane. Les Alliés doivent abandonner les lieux mais réussissent néanmoins à se replier sur Salonique. La Grèce est alors un pays neutre, en tout cas en théorie, mais elle est dans la réalité scindée entre les partisans du premier ministre, Venizélos, défenseur de la Triple-Entente (France, Russie, Empire britannique) et ceux du roi Constantin Ier, favorable aux Empires centraux.

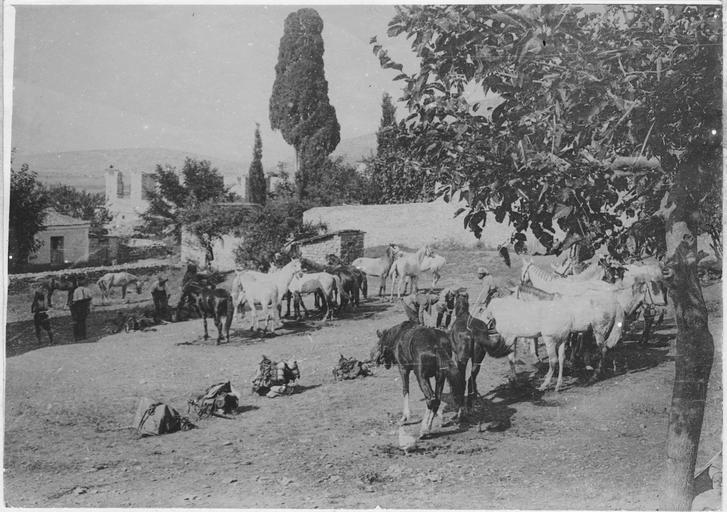
Le 1er régiment de chasseurs d'Afrique à Pharsale en juin 1917.

Le corps expéditionnaire devient l’Armée d’Orient et Salonique un immense camp militaire retranché, sous la menace constante des armées allemandes, austro-hongroises et bulgares. Il faut attendre 1918 pour que l’offensive majeure se déroule. 
Au cours de 1917, le général Guillaumat s’évertue à entraîner les troupes et surtout à endiguer les vagues d’épidémies meurtrières. Il contribue dans le même temps à la création d’un état-major interallié, suffisamment solide pour prendre des décisions rapides et efficaces. De plus, les Grecs finissent par s’engager dans le conflit aux côtés des Alliés. Le temps de la reconquête est arrivé.

### La reprise de la guerre en mouvement
En juin 1918, le général Guillaumat, rappelé à Paris, est remplacé par le général Franchet d’Espèrey, qui poursuit le programme élaboré par son prédécesseur et prépare l’offensive des Balkans.
Le 15 septembre 1918, avec l’accord des gouvernements anglais et italiens, Franchet d’Espèrey lance les armées alliées à la reconquête des Balkans. À l’est, les soldats anglais et grecs attaquent en direction de la Bulgarie (vallée du Vardar). Au centre, les Français et les Serbes, progressant rapidement, s’emparent de l’ensemble de leurs objectifs. Après la rupture du front germano-bulgare par l'infanterie à Dobropolje, la brigade de cavalerie d'Afrique aux ordres du général Jouinot-Gambetta est lancée sur les arrières ennemis le 21 septembre au soir. Par anticipation de sa manœuvre stratégique, le général en chef avait rassemblé et préparé cette cavalerie dans la région de Monastir. Elle était remontée des meilleurs chevaux de troupe, les arabes-barbes. Les cavaliers français entraînés en Algérie et les cavaliers marocains, qui participèrent à la campagne d'Orient, comptaient aussi parmi les meilleurs cavaliers guerriers que la France ait engagés dans ses nombreuses campagnes.
L’un des épisodes les plus fameux de cette offensive reste la dernière charge de cavalerie de l’armée française. La brigade de cavalerie composée du 1er et 4e régiments de chasseurs d’Afrique et du régiment de marche de spahis marocains, réussit un raid de près de 80 kilomètres, à travers les massifs montagneux de Macédoine et de Serbie, à plus de 2 000 mètres d’altitude. La brigade aborde alors son objectif, Uskub, nœud ferroviaire et de communication majeurs de l’ennemi germano-bulgare (Uskub, actuelle capitale de la Macédoine du Nord sous le nom de Skopje).

## La bataille d'Uskub

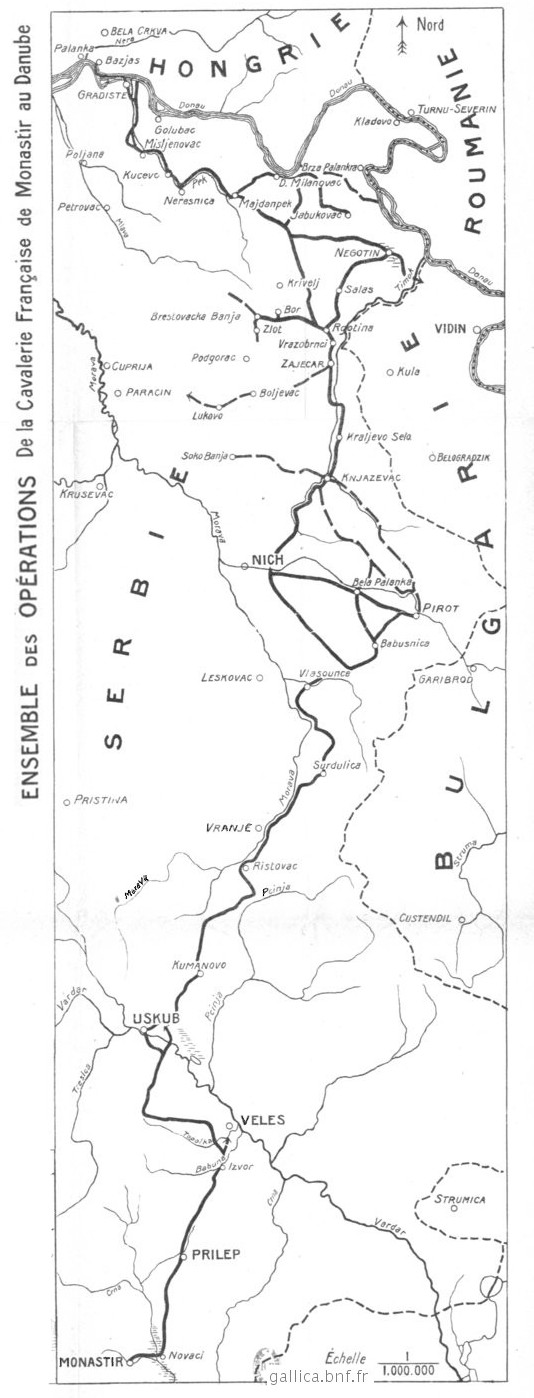
L'avancée de la colonne Jouinot-Gambetta, Monastir Prilep, Nisc jusqu'au Danube, du bas vers le haut.

À son arrivée à Salonique durant le mois de juin 1918, le général Franchet d’Espèrey dispose d’une armée prête à servir. Il réfléchit à un plan audacieux pour désorganiser le front adverse. L’objectif de choix étant Gradsko : base logistique au croisement des vallées de la Cerna et du Vardar. Il s’agit ensuite d’empêcher la retraite de l’ennemi en le poursuivant. L’attaque est programmée le 14 septembre 1918. Le 24 septembre, Gradsko tombe. Les unités germano-bulgares ne peuvent plus que se replier en passant par Uskub. Franchet d’Espèrey décide d’utiliser le groupement de cavalerie du général Jouinot-Gambetta pour gagner l’ennemi de vitesse avec comme objectif Prilep puis Uskub.
Depuis la fin du mois d'août, le général Jouinot-Gambetta et son groupement de cavalerie, composé des 1er et 4e chasseurs d’Afrique des lieutenants-colonels de Lespinasse de Bournazel (qui est le père du capitaine Henry de Bournazel, héros de la pacification du Maroc) et Labauve, et du régiment de marche de spahis marocains du lieutenant-colonel Guéspereau, se tiennent prêts à avancer depuis la région sud de Florina. Mis en mouvement le 20, il rejoint l’est de Monastir puis Prilep le 22. Les voies de communication inexistantes et les destructions opérées par les ennemis compliquent leur avancée. Pour rejoindre Uskub au plus vite, Jouinot-Gambetta décide alors de passer par le massif de la Golesnica Planina réputé inaccessible. Pour ce faire les troupes ne disposent que des ressources de leur paquetage et se déplacent à pieds à côté de leur monture, le tout sous une chaleur accablante le jour et sous un froid intense la nuit. Elles atteignent le dernier village avant Uskub le 28 septembre à 22 heures. Elles sont à bout de force mais conscientes qu’une victoire à Uskub consacrerait la défaite finale de l’ennemi germano-bulgare dans les Balkans. 
Dès le lendemain l’offensive est lancée : les trois régiments de cavalerie attaquent en même temps de trois côtés. Au matin, spahis et chasseurs d’Afrique attaquent, à la grande surprise de l’ennemi. Rapidement, la route de Kalkandelen est coupée et la gare est prise vers 9 h 30. Chaque escadron joue d’initiative à la première opportunité prenant des dépôts logistiques, du bétail même si le 1er chasseur d’Afrique rencontre des difficultés avec un convoi bulgare escorté par un bataillon d’infanterie. Le 4e chasseur, lui, est envoyé par l’axe de la vallée du Vardar où il fait face à des fantassins soutenus par un train blindé. Ils finissent par obliger l’ennemi à la retraite et le train, reculant vers la ville, se fait capturer par les cavaliers français sur place. La ville est enfin prise.
Prévenu de la fuite de colonnes ennemies vers l’est, Guéspereau considère qu’il faut harceler l’ennemi partout et lance alors deux escadrons de Spahis à leur poursuite. Grâce à ces actions, les troupes adverses sont dans le plus grand désarroi. Malgré tout, d’autres colonnes progressent vers la ville par le sud. Les cavaliers, trop peu nombreux, ne pouvant tenir très longtemps, le général Henrys, commandant de l'armée française d'Orient, décide l’envoi du détachement d'infanterie du général Tranié pour relever les cavaliers. Les forces françaises renforçant ainsi leur position empêchent toute retraite pour la 11e armée allemande : celle-ci doit capituler.

## Conséquences de la victoire
La victoire d’Uskub conduit à la signature de l’armistice bulgare le 30 septembre 1918 à 10 heures. Comprenant la portée des événements, le tsar bulgare télégraphie à Guillaume II de Prusse : « Le désastre de Macédoine sera notre malheur à tous ».

### La Bulgarie neutralisée
Si la reprise de l’offensive sur le front d’Orient est un succès, elle a d’abord été l’objet de nombreux doutes. Un grand scepticisme règne en effet parmi les Alliés, notamment chez les Britanniques qui, échaudés par l’échec des Dardanelles en 1915, commencent à retirer leurs unités. C’est le général Guillaumat, rappelé du front d’Orient et remplacé par Franchet d’Espèrey, qui réussit à convaincre les gouvernements anglais et italiens grâce à sa force de conviction et son enthousiasme. L’offensive commence le 14 septembre 1918 et Uskub est prise le 29. Les ordres donnés au groupement de cavalerie paraissent téméraires, voire irréalistes, aussi à l’annonce de cette victoire c’est une explosion de joie au Grand Quartier Général. Elle a permis la capture de plus de 70 000 prisonniers (bulgares) et de leur matériel. 
Après avoir signé l’armistice, les Bulgares doivent démobiliser et remettre leurs armements lourds aux Alliés. En plus d’évacuer les territoires occupés, ils ont pour obligation d’ouvrir leurs ports aux navires alliés. Ces conditions assurent la neutralisation de la Bulgarie. La perte de cet allié rend intenable la situation militaire des Empires centraux dans les Balkans.

### La poursuite des opérations
À l’inverse, les possibilités sont maintenant immenses pour les Alliés : pousser à l’est et vers la Turquie ou au Nord et vers la Hongrie. Pour Franchet d’Espèrey, il faut éviter tout raidissement de l’adversaire et continuer à marcher, et ce malgré l’immense fatigue des troupes. Ces dernières poursuivent donc les unités allemandes et autrichiennes en retraite. Toutefois les plans du général sont mis en difficulté par la réapparition des conflits internes de la coalition. La victoire et l’approche de la fin de la guerre ont réveillé les intérêts individuels des Italiens et des Britanniques. Ces derniers, aidés des Grecs, mènent l’offensive contre la Turquie tandis que l’avancée vers le nord se fait principalement par les unités serbes et françaises.
À la grande stupéfaction de tous, les Alliés remontent jusqu’au Danube. À l’avant-garde de l’armée serbe se trouve la brigade du général Jouinot-Gambetta qui a effectué un raid de la Grèce du Nord jusqu’au Danube. Après la prise d’Uskub, elle couvre 800 km à cheval en cinq semaines, se ravitaillant uniquement auprès des civils serbes. 
Les empires centraux n’arrivent plus à reconstituer un front méridional. Déstabilisé plus encore par l’offensive italienne, l’empire austro-hongrois signe alors l’armistice le 3 novembre 1918 (effectif le 4 novembre 1918). Le front allemand cédant à l’ouest, l’opération en cours de préparation contre Berlin est alors annulée : l’armistice allemand est signée le 11 novembre.

## Hommages
À la suite de ce fait d'armes, le régiment de marche de spahis marocains est cité à l'ordre de l'Armée ainsi que les 1er et 4e chasseurs d'Afrique, et l'inscription de bataille Uskub 1918 est attribuée aux drapeaux des trois régiments.
Aristide Briand écrit dans sa préface de l'ouvrage de Jouinot-Gambetta, à propos de la prise d'Uskub en septembre 1918 par la brigade de cavalerie Jouinot-Gambetta, « la chevauchée de vos cavaliers vers Uskub est une épopée magnifique. Les cavaliers de Murat n'ont pas fait mieux. »
La victoire d'Uskub est commémorée tous les ans lors d'une cérémonie par le 1er régiment de spahis à Valence. Elle est également mise à l'honneur par la 58e promotion de l'École militaire interarmes, baptisée d'après cette bataille lors du Triomphe 2019. À cette occasion, le Musée de l'Officier a présenté une exposition sur ce fait d'armes peu connu.

### Souvenirs
- Général Jouinot-Gambetta : Uskub ou du rôle de la cavalerie d'Afrique dans la victoire. Berger-Levrault 1920, 380 p. préface d'Aristide Briand.
- A.-H. Millet, A travers la Serbie libérée. 1918. Souvenirs, Lavauzelle, 1923, 2004.
- Edmond Guespereau,  « Le rôle de la cavalerie dans l'offensive d'Orient (septembre 1918) » dans L'Armée d'Orient vue à 15 ans de distance, Revue des Balkans, 1932.
- Georges-Paul Borrel : Du golfe de Corinthe aux steppes de l'Ukraine, 1934[7]